# Langon-sur-Cher
Langon-sur-Cher és un municipi francès, situat al departament del Loir i Cher i a la regió de Centre – Vall del Loira. L'any 2007 tenia 832 habitants.

## Demografia

### Població
El 2007 la població de fet de Langon era de 832 persones. Hi havia 348 famílies, de les quals 82 eren unipersonals (49 homes vivint sols i 33 dones vivint soles), 131 parelles sense fills, 119 parelles amb fills i 16 famílies monoparentals amb fills.
La població ha evolucionat segons el següent gràfic:
Habitants censats

### Habitatges
El 2007 hi havia 451 habitatges, 358 eren l'habitatge principal de la família, 69 eren segones residències i 24 estaven desocupats. 434 eren cases i 15 eren apartaments. Dels 358 habitatges principals, 277 estaven ocupats pels seus propietaris, 66 estaven llogats i ocupats pels llogaters i 15 estaven cedits a títol gratuït; 1 tenia una cambra, 10 en tenien dues, 50 en tenien tres, 119 en tenien quatre i 178 en tenien cinc o més. 276 habitatges disposaven pel capbaix d'una plaça de pàrquing. A 153 habitatges hi havia un automòbil i a 184 n'hi havia dos o més.

### Piràmide de població
La piràmide de població per edats i sexe el 2009 era:
| Homes | Edats   | Dones |
| ----- | ------- | ----- |
| 0     | 95 o +  | 0     |
| 0     | 90 a 94 | 4     |
| 8     | 85 a 89 | 20    |
| 8     | 80 a 84 | 4     |
| 8     | 75 a 79 | 4     |
| 24    | 70 a 74 | 24    |
| 32    | 65 a 69 | 32    |
| 16    | 60 a 64 | 24    |
| 12    | 55 a 59 | 4     |
| 28    | 50 a 54 | 16    |
| 16    | 45 a 49 | 48    |
| 16    | 40 a 44 | 16    |
| 24    | 35 a 39 | 44    |
| 44    | 30 a 34 | 36    |
| 20    | 25 a 29 | 16    |
| 32    | 20 a 24 | 12    |
| 20    | 15 a 19 | 40    |
| 20    | 10 a 14 | 28    |
| 24    | 5 a 9   | 4     |
| 36    | 0 a 4   | 28    |

## Economia
El 2007 la població en edat de treballar era de 520 persones, 401 eren actives i 119 eren inactives. De les 401 persones actives 352 estaven ocupades (192 homes i 160 dones) i 50 estaven aturades (25 homes i 25 dones). De les 119 persones inactives 47 estaven jubilades, 33 estaven estudiant i 39 estaven classificades com a «altres inactius».

### Ingressos
El 2009 a Langon hi havia 372 unitats fiscals que integraven 875 persones, la mediana anual d'ingressos fiscals per persona era de 17.888 €.

### Activitats econòmiques
Dels 28 establiments que hi havia el 2007, 3 eren d'empreses alimentàries, 1 d'una empresa de fabricació d'altres productes industrials, 9 d'empreses de construcció, 3 d'empreses de comerç i reparació d'automòbils, 4 d'empreses d'hostatgeria i restauració, 4 d'empreses de serveis, 2 d'entitats de l'administració pública i 2 d'empreses classificades com a «altres activitats de serveis».
Dels 8 establiments de servei als particulars que hi havia el 2009, 3 eren paletes, 2 fusteries, 1 electricista, 1 empresa de construcció i 1 restaurant.
L'únic establiment comercial que hi havia el 2009 era una fleca.
L'any 2000 a Langon hi havia 7 explotacions agrícoles.

## Equipaments sanitaris i escolars
El 2009 hi havia una escola elemental integrada dins d'un grup escolar amb les comunes properes formant una escola dispersa.

## Poblacions més properes
El següent diagrama mostra les poblacions més properes.